# Peter Reulein

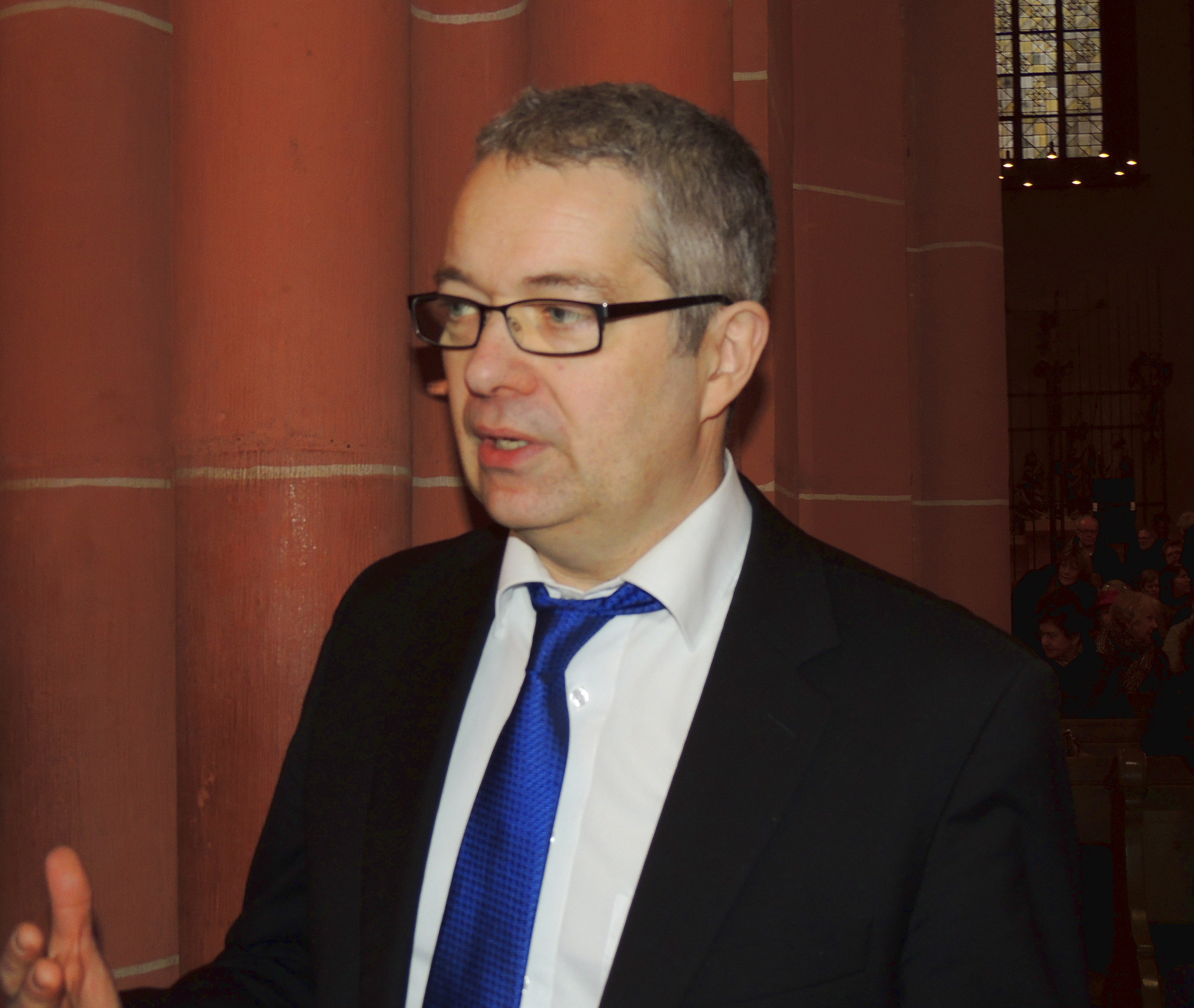
Peter Reulein bei der Aufführung des Oratoriums Laudato si’ im Frankfurter Dom
am 29. Januar 2017

Peter Reulein (* 1966 in Frankfurt am Main) ist ein deutscher Komponist, katholischer Kirchenmusiker und Bezirkskantor in Frankfurt.

## Leben
Peter Reulein studierte Kirchenmusik an der Hochschule für Musik und Darstellende Kunst Frankfurt am Main bei Wolfgang Schäfer und Uwe Gronostay (Chorleitung). Nach einem Aufbaustudium Orgelimprovisation bei Daniel Roth gewann er mehrere nationale und internationale Wettbewerbe in dieser Disziplin, wie zum Beispiel beim Internationalen Wettbewerb für Orgelimprovisation in Schwäbisch Gmünd 1993 den zweiten Preis sowie den Publikumspreis. Seine Chorleiterstudien ergänzte er durch Dirigierkurse bei Eric Ericson und Helmuth Rilling.
Von 1991 an war er Kirchenmusiker an der Heilig-Geist-Kirche in Frankfurt-Riederwald; seit 2000 ist er Kantor an der Liebfrauenkirche in der nördlichen Frankfurter Altstadt, wo er das Vocalensemble, das Collegium Vocale, das Collegium Musicum und den Jugendchor Capuccinis leitet.
Überregional bekannt wurde er als Komponist Neuer Geistlicher Lieder, viele davon auf Texte von Eugen Eckert. Reulein war ferner bis 2005 Geschäftsführer des Arbeitskreises Kirchenmusik und Jugendseelsorge im Bistum Limburg.
Seit 2002 hat er an der Hochschule für Musik und Darstellende Kunst Frankfurt am Main einen Lehrauftrag für „Liturgisches Orgelspiel und Improvisation“.

## Werke (Auswahl)

### Lieder
- Wir haben seinen Stern gesehen, Text: Eugen Eckert
- Dich will ich loben allezeit, 1994, Text: Eugen Eckert
- Laß dich anstecken zum Jubel, 1994, Text: Eugen Eckert
- Jesus Christus, Sohn des Lebens, 1994, Text: Eugen Eckert
- Gott, dein guter Geist, 1994, Text: Eugen Eckert
- Heilig, heilig, Hosanna guter Gott, 1994
- Dich, Gott, will ich erheben, 1999, Text: Eugen Eckert
- Dir, Gott, du unsere Stärke, 1999, Text: Eugen Eckert
- Was sagst du, Gott, zu dieser Welt?, 1999, Text: Eugen Eckert
- Jesus, Gottes Lamm, 1999, Text: Eugen Eckert
- Die Zeit färben, 1999, Text: Eugen Eckert
- Seht, Brot und Wein, 1999, Text: Eugen Eckert
- Ich lasse dich nicht, Text: Eugen Eckert, Beitrag zum Liederwettbewerb des Ökumenischen Kirchentags in Berlin 2003
- Vereinigungslied der Deutschen Kapuziner, Text: Bernhard Philipp, Beitrag zur Vereinigung der rheinisch-westfälischen und der bayerischen Kapuzinerprovinz 2010

### Geistliche Werke und Oratorien
- Laudato si’: Ein franziskanisches Magnificat, 2016, Text: Helmut Schlegel OFM (im Auftrag des Bistums Limburg[1][2])
- Sternstunde – Oratorium von der Ankunft und Menschwerdung Gottes, 2016, Text: Dr. Lutz Riehl
- Te Deum – für Bandoneon, Streichorchester, Piano, Percussion (Congas, Claves) und Chor (SATB), 2018, Auftragskomposition für die Reihe Lichte Stille, Uraufführung 29. April 2018
- „EINS“ – Ökumenisches Oratorium (Uraufführung) für den 3. Ökumenischen Kirchentag in Frankfurt im Mai 2021, Komposition: Bernhard Kießig und Peter Reulein; Text: Eugen Eckert und Helmut Schlegel OFM[3]

### Gesangbuch
- Unser Gott hat uns geschaffen, 2006 Text: Eugen Eckert; in: Wo wir dich loben, wachsen neue Lieder - plus, Nr. 198

## Veröffentlichung als Herausgeber
- mit Patrick Dehm: Lass Dein Licht leuchten. Lahn Verlag, Limburg an der Lahn 2003.